# Dimitrios Partsalidis
Dimitrios Mitsos Partsalidis (Grieks:  Δημήτρης Παρτσαλίδης) (Trabzon, 1905 - Athene, 22 juni 1980) was een Grieks communistisch politicus.

## Levensloop
Partsalidis werd lid van de Communistische Partij van Griekenland (KKE) en werd in 1934 verkozen tot burgemeester van Kavala. Hiermee was hij de eerste communistische burgemeester van het land.
Tijdens de Griekse Burgeroorlog volgde hij op 3 april 1949 Nikolaos Zachariadis op als leider van de Voorlopige Democratische Regering. Op 28 augustus 1949 moest hij in ballingschap gaan toen het communistische leger door het Griekse leger verslagen werd. Hij bleef leider van de Voorlopige Democratische Regering tot in oktober 1950.
In oktober 1971 werd hij gearresteerd tijdens het Kolonelsregime. In 1978 publiceerde hij zijn memoires, twee jaar later stierf hij in Athene.
- Gemeinsame Normdatei: 105979344X
- International Standard Name Identifier: 0000 0004 3784 8769
- Virtual International Authority File: 311194471
- WorldCat: E39PBJtCGFjQGxdPB4kc838Qv3